# Olympische Sommerspiele 2012/Leichtathletik – Stabhochsprung (Männer)

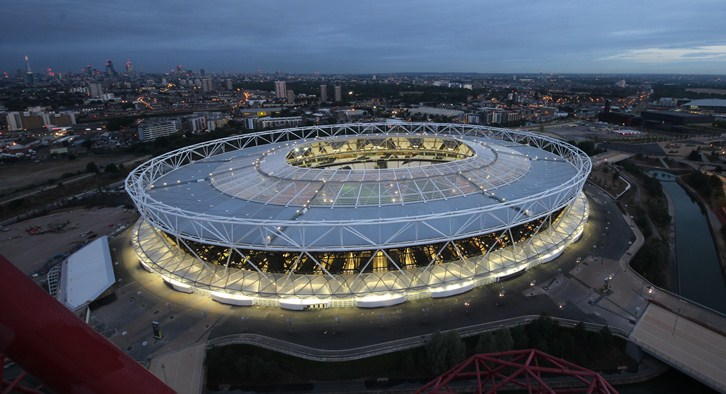
Das Olympiastadion von London im Jahr 2015

Der Stabhochsprung der Männer bei den Olympischen Spielen 2012 in London wurde am 8. und 10. August 2012 im Olympiastadion London ausgetragen. 32 Athleten nahmen teil. 
Olympiasieger wurde der Franzose Renaud Lavillenie. Er gewann vor den beiden Deutschen Björn Otto und Raphael Holzdeppe.
Neben den beiden Medaillengewinnern ging auch Malte Mohr für Deutschland an den Start. Er qualifizierte sich für das Finale, in dem er Rang acht belegte.

Athleten aus der Schweiz, Österreich und Liechtenstein nahmen nicht teil.

## Aktuelle Titelträger
| Olympiasieger                      | Steven Hooker ( Australien)                | 5,96 m                                     | Peking 2008       |
| Weltmeister                        | Paweł Wojciechowski ( Polen)               | 5,90 m                                     | Daegu 2011        |
| Europameister                      | Renaud Lavillenie ( Frankreich)            | 5,97 m                                     | Helsinki 2012     |
| Zentralamerika und Karibik-Meister | Cristián Sánchez ( Mexiko)                 | 5,00 m                                     | Mayagüez 2011     |
| Südamerika-Meister                 | Fábio da Silva ( Brasilien)                | 5,35 m                                     | Buenos Aires 2011 |
| Asienmeister                       | Daichi Sawano ( Japan)                     | 5,50 m                                     | Kōbe 2011         |
| Afrikameister                      | Mouhcine Cheaouri ( Marokko)               | 5,10 m                                     | Porto-Novo 2012   |
| Ozeanienmeister                    | Wettbewerb nicht im Meisterschaftsprogramm | Wettbewerb nicht im Meisterschaftsprogramm | Cairns 2012       |

## Rekorde

### Bestehende Rekorde
| Weltrekord         | Serhij Bubka ( Ukraine)    | 6,14 m | Sestriere, Italien                    | 31. Juli 1994   |
| Olympischer Rekord | Steve Hooker ( Australien) | 5,96 m | Finale OS Peking, Volksrepublik China | 22. August 2008 |

### Rekordverbesserung
Im Finale am 10. August verbesserte der französische Olympiasieger Renaud Lavillenie den bestehenden olympischen Rekord um einen Zentimeter auf 5,97 m. Den Weltrekord verfehlte er damit um siebzehn Zentimeter.

## Legende
Kurze Übersicht zur Bedeutung der Symbolik – so üblicherweise auch in sonstigen Veröffentlichungen verwendet:
| – | verzichtet   |
| o | übersprungen |
| x | ungültig     |

Anmerkungen:
- Alle Zeiten in diesem Beitrag sind nach Ortszeit London (UTC±0) angegeben.
- Alle Höhenangaben sind in Metern (m) notiert.

## Doping
In diesem Wettbewerb gab es drei Athleten, die aufgrund von Verstößen gegen die Antidopingbestimmungen nachträglich disqualifiziert wurden:
- Dmitri Starodubzew, Russland (zunächst auf Rang vier) – Er wurde im Oktober 2016 disqualifiziert, nachdem ihm bei einem Nachtest im Jahr 2012 der Einsatz von Dehydrochlormethyltestosteron (Turinabol) nachgewiesen worden war.[2]
- Maksym Masuryk, Ukraine (in der Qualifikation ausgeschieden) – Auch er wurde 2016 nachträglich disqualifiziert, nachdem bei der Überprüfung seiner Dopingprobe im Jahr 2012 Dehydrochlormethyltestosteron festgestellt worden war.[3]
- Stanislau Ziwontschik, Belarus (in der Qualifikation ausgeschieden) – Im Februar 2019 wurde bekanntgegeben, dass ein Nachtest seiner Dopingprobe ebenfalls den Einsatz von Dehydrochlormethyltestosteron ergeben hatte. So wurde auch er nachträglich disqualifiziert.[4]

## Qualifikation
8. August 2012, 10:00 Uhr
Die Qualifikation wurde in zwei Gruppen durchgeführt. Die Qualifikationshöhe betrug 5,70 m. Da sich abzeichnete, dass für die Finalqualifikation maximal 5,65 m ausreichen würden, ging kein Springer diese Höhe überhaupt erst an. Schließlich erreichten vierzehn Sportler (hellgrün unterlegt) – zwei mehr als die Mindestteilnehmerzahl – das Finale. Im ersten Sprung ohne vorherige Fehlversuche bewältigte 5,50 m berechtigten am Ende zur Finalteilnahme.

### Gruppe A
| Platz | Name                    | Nation         | 5,20 | 5,35 | 5,50 | 5,60 | 5,65 | Höhe |
| ----- | ----------------------- | -------------- | ---- | ---- | ---- | ---- | ---- | ---- |
| 1     | Konstandinos Filippidis | Griechenland   | –    | o    | o    | o    | –    | 5,60 |
| 2     | Jewgeni Lukjanenko      | Russland       | –    | –    | xxo  | o    | –    | 5,60 |
| 3     | Romain Mesnil           | Frankreich     | –    | xo   | o    | xo   | –    | 5,60 |
| 4     | Łukasz Michalski        | Polen          | –    | xo   | xxo  | xo   | –    | 5,60 |
| 5     | Steve Hooker            | Australien     | –    | –    | o    | –    | –    | 5,50 |
| 5     | Steven Lewis            | Großbritannien | –    | –    | o    | –    | –    | 5,50 |
| 5     | Malte Mohr              | Deutschland    | –    | –    | o    | –    | –    | 5,50 |
| 5     | Björn Otto              | Deutschland    | –    | –    | o    | –    | –    | 5,50 |
| 9     | Jeremy Scott            | USA            | –    | o    | xo   | xxx  | –    | 5,50 |
| 10    | Ivan Horvat             | Kroatien       | o    | xo   | xxx  | –    | –    | 5,35 |
| 11    | Edi Maia                | Portugal       | xxo  | xxx  | –    | –    | –    | 5,20 |
| NM    | Fábio da Silva          | Brasilien      | –    | –    | xxx  | –    | –    | ogV  |
| NM    | Kim Yoo-suk             | Südkorea       | xxx  | –    | –    | –    | –    | ogV  |
| NM    | Seito Yamamoto          | Japan          | –    | xxx  | –    | –    | –    | ogV  |
| DOP   | Maksym Masuryk          | Ukraine        | –    | o    | xxx  | –    | –    | 5,35 |

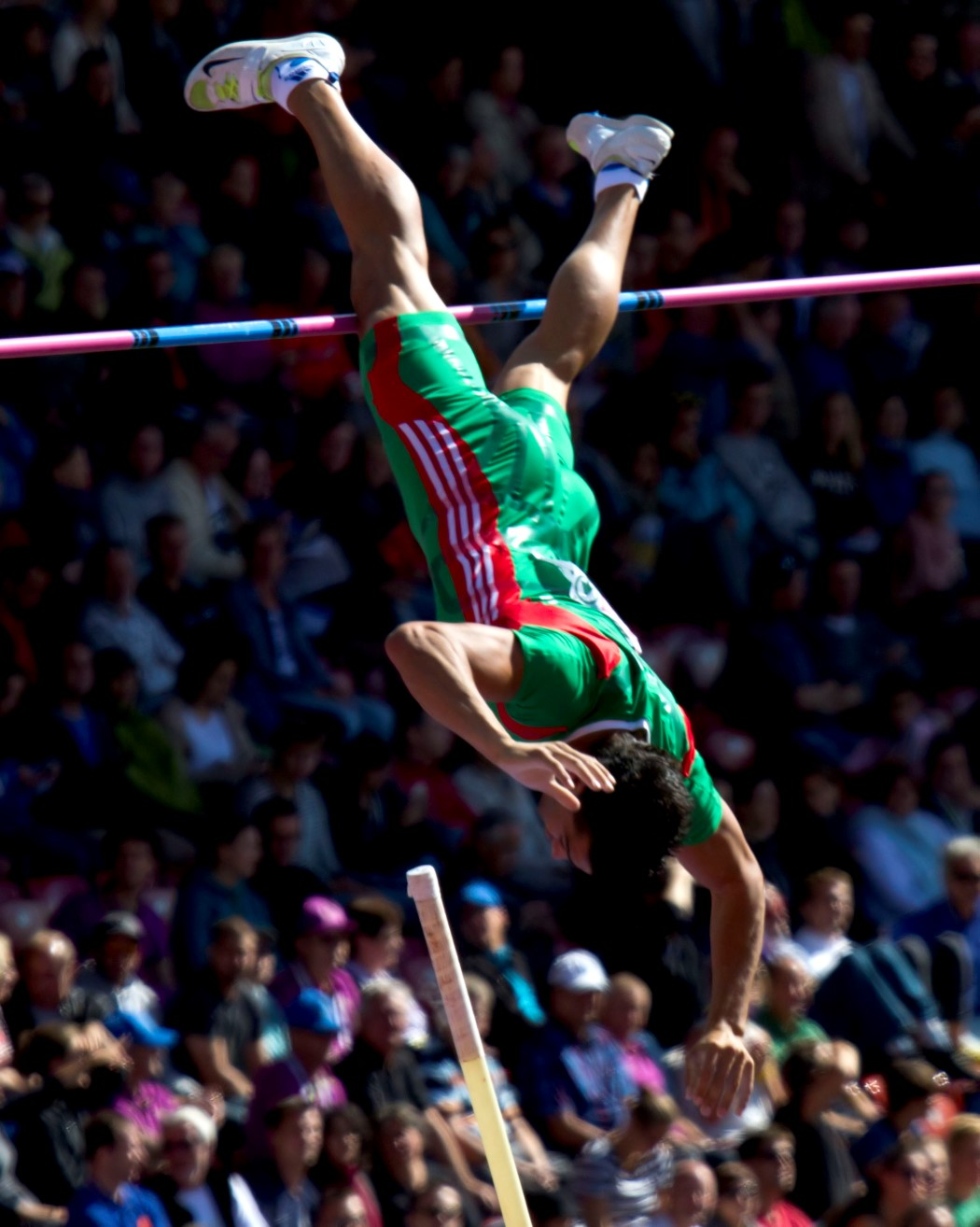
Edi Maia – ausgeschieden
mit 5,20 m

Weitere in Qualifikationsgruppe A ausgeschiedene Stabhochspringer:

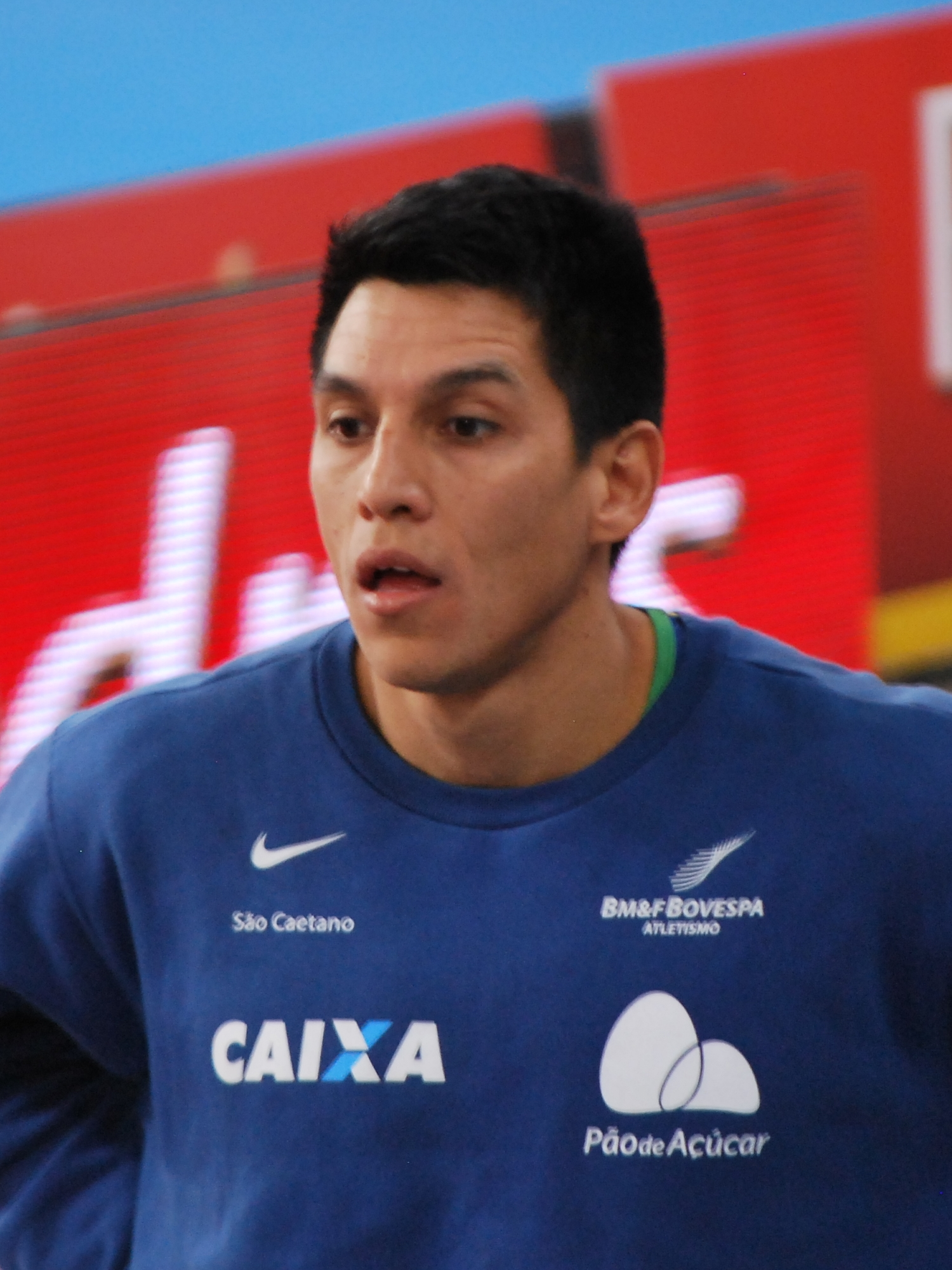
Fábio da Silva – kein gültiger Versuch
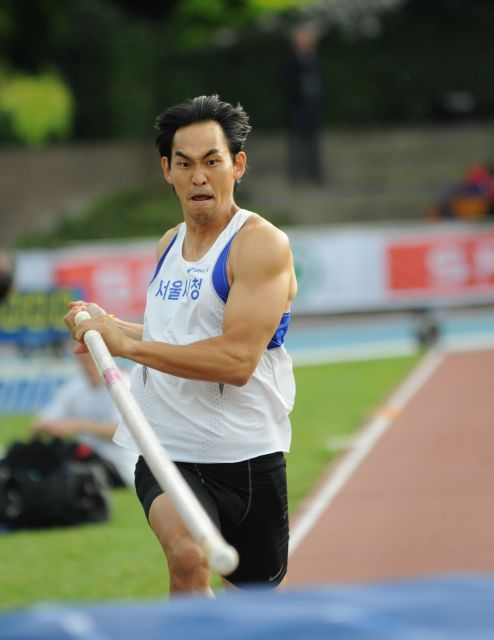
Kim Yoo-suk – kein gültiger Versuch
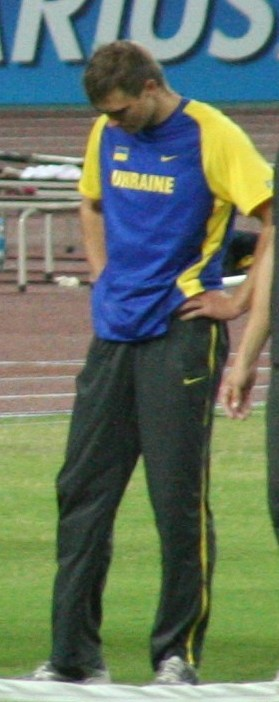
Maksym Masuryk – gedopt und disqualifiziert

### Gruppe B
| Platz | Name                  | Nation              | 5,20 | 5,35 | 5,50 | 5,60 | 5,65 | Höhe | Anmerkung                 |
| ----- | --------------------- | ------------------- | ---- | ---- | ---- | ---- | ---- | ---- | ------------------------- |
| 1     | Raphael Holzdeppe     | Deutschland         | –    | –    | –    | xo   | o    | 5,65 |                           |
| 1     | Renaud Lavillenie     | Frankreich          | –    | –    | xo   | –    | o    | 5,65 |                           |
| 3     | Brad Walker           | USA                 | –    | –    | xxo  | o    | –    | 5,60 |                           |
| 4     | Igor Bychkov          | Spanien             | o    | –    | o    | xx–  | x    | 5,50 |                           |
| 4     | Jan Kudlička          | Tschechien          | –    | o    | o    | –    | –    | 5,50 |                           |
| 6     | Lázaro Borges         | Kuba                | –    | xxo  | xo   | xxx  | –    | 5,50 |                           |
| 6     | Sergei Kutscherianu   | Russland            | –    | xxo  | xo   | xxx  | –    | 5,50 |                           |
| 8     | Nikita Filippow       | Kasachstan          | o    | o    | xxx  | –    | –    | 5,35 |                           |
| 9     | Yang Yansheng         | Volksrepublik China | –    | xo   | xxx  | –    | –    | 5,35 |                           |
| 10    | Mareks Ārents         | Lettland            | xo   | xo   | xxx  | –    | –    | 5,35 |                           |
| NM    | Jere Bergius          | Finnland            | –    | xxx  | –    | –    | –    | ogV  |                           |
| NM    | Alhaji Jeng           | Schweden            | –    | xxx  | –    | –    | –    | ogV  |                           |
| NM    | Derek Miles           | USA                 | xxx  | –    | –    | –    | –    | ogV  |                           |
| NM    | Paweł Wojciechowski   | Polen               | –    | xxx  | –    | –    | –    | ogV  |                           |
| NM    | Denys Jurtschenko     | Ukraine             | –    | xxx  | –    | –    | –    | ogV  |                           |
| DOP   | Dmitri Starodubzew    | Russland            | –    | xo   | xo   | xo   | –    | 5,60 | für das Finale zugelassen |
| DOP   | Stanislau Ziwontschik | Belarus             | xo   | xxx  | –    | –    | –    | 5,20 |                           |

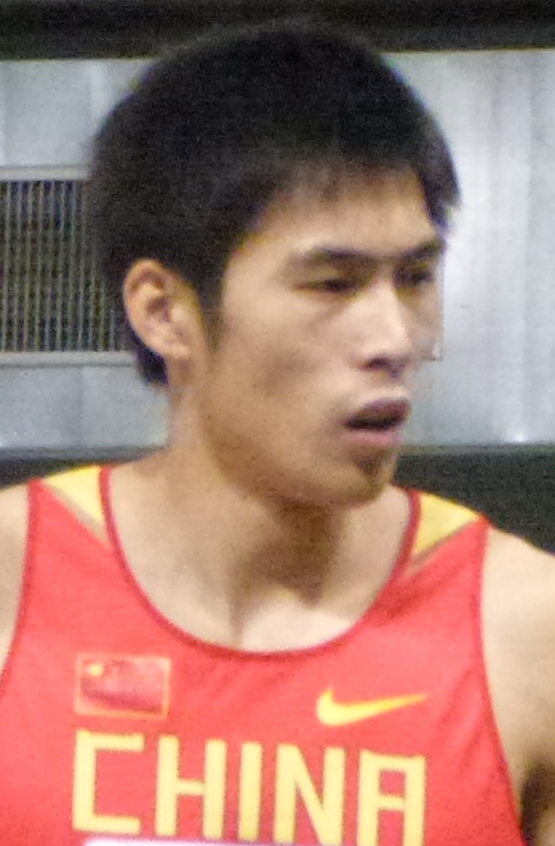
Yang Yansheng – ausgeschieden mit 5,35 m

Weitere in Qualifikationsgruppe B ausgeschiedene Stabhochspringer:

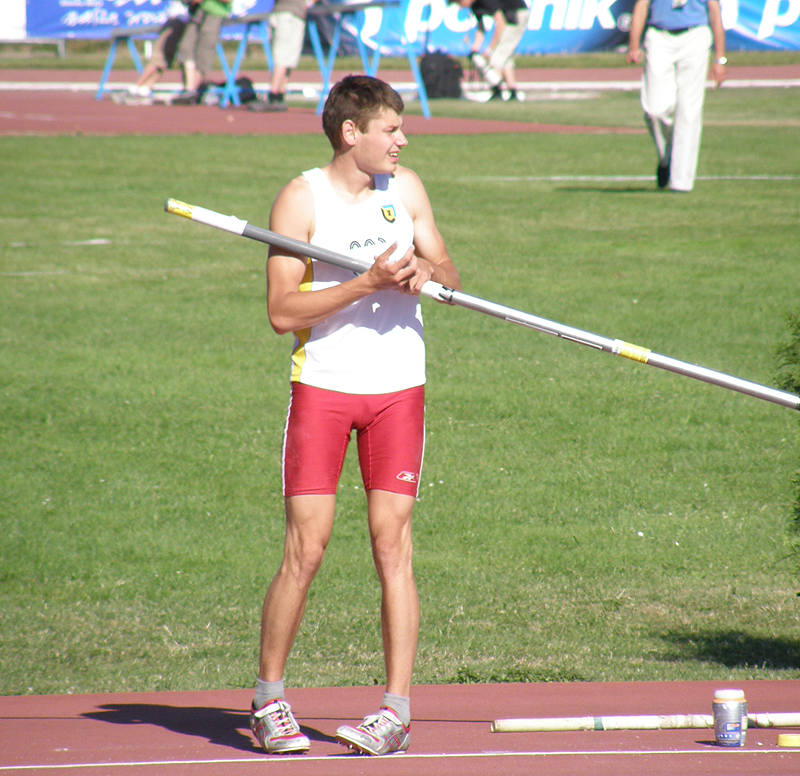
Paweł Wojciechowski – kein gültiger Sprung
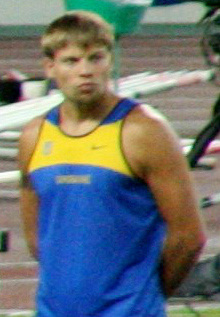
Denys Jurtschenko – kein gültiger Sprung

## Finale
10. August 2012, 19:00 Uhr
| Platz | Name                    | Nation         | 5,50 | 5,65 | 5,75 | 5,85 | 5,91 | 5,97 | 6,02 | 6,07 | Höhe | Anmerkung |
| ----- | ----------------------- | -------------- | ---- | ---- | ---- | ---- | ---- | ---- | ---- | ---- | ---- | --------- |
| 1     | Renaud Lavillenie       | Frankreich     | –    | o    | o    | o    | x–   | xo   | x–   | xx   | 5,97 | OR        |
| 2     | Björn Otto              | Deutschland    | o    | o    | xo   | xo   | o    | xx–  | x    |      | 5,91 |           |
| 3     | Raphael Holzdeppe       | Deutschland    | –    | xo   | xo   | xxo  | o    | xxx  |      |      | 5,91 | PB        |
| 4     | Steven Lewis            | Großbritannien | xo   | –    | xo   | xxx  |      |      |      |      | 5,75 |           |
| 4     | Jewgeni Lukjanenko      | Russland       | xo   | –    | xo   | xxx  |      |      |      |      | 5,75 |           |
| 6     | Konstandinos Filippidis | Griechenland   | o    | xo   | xxx  |      |      |      |      |      | 5,65 |           |
| 7     | Jan Kudlička            | Tschechien     | o    | xxo  | xxx  |      |      |      |      |      | 5,65 |           |
| 8     | Malte Mohr              | Deutschland    | o    | –    | xxx  |      |      |      |      |      | 5,50 |           |
| 9     | Romain Mesnil           | Frankreich     | o    | xxx  |      |      |      |      |      |      | 5,50 |           |
| 10    | Łukasz Michalski        | Polen          | xo   | xxx  |      |      |      |      |      |      | 5,50 |           |
| 11    | Igor Bychkov            | Spanien        | xxo  | xxx  |      |      |      |      |      |      | 5,50 |           |
| NM    | Brad Walker             | USA            |      | xxx  |      |      |      |      |      |      | ogV  |           |
| NM    | Steve Hooker            | Australien     |      | xxx  |      |      |      |      |      |      | ogV  |           |
| DOP   | Dmitri Starodubzew      | Russland       | o    | xo   | o    | xxx  |      |      |      |      | 5,75 |           |

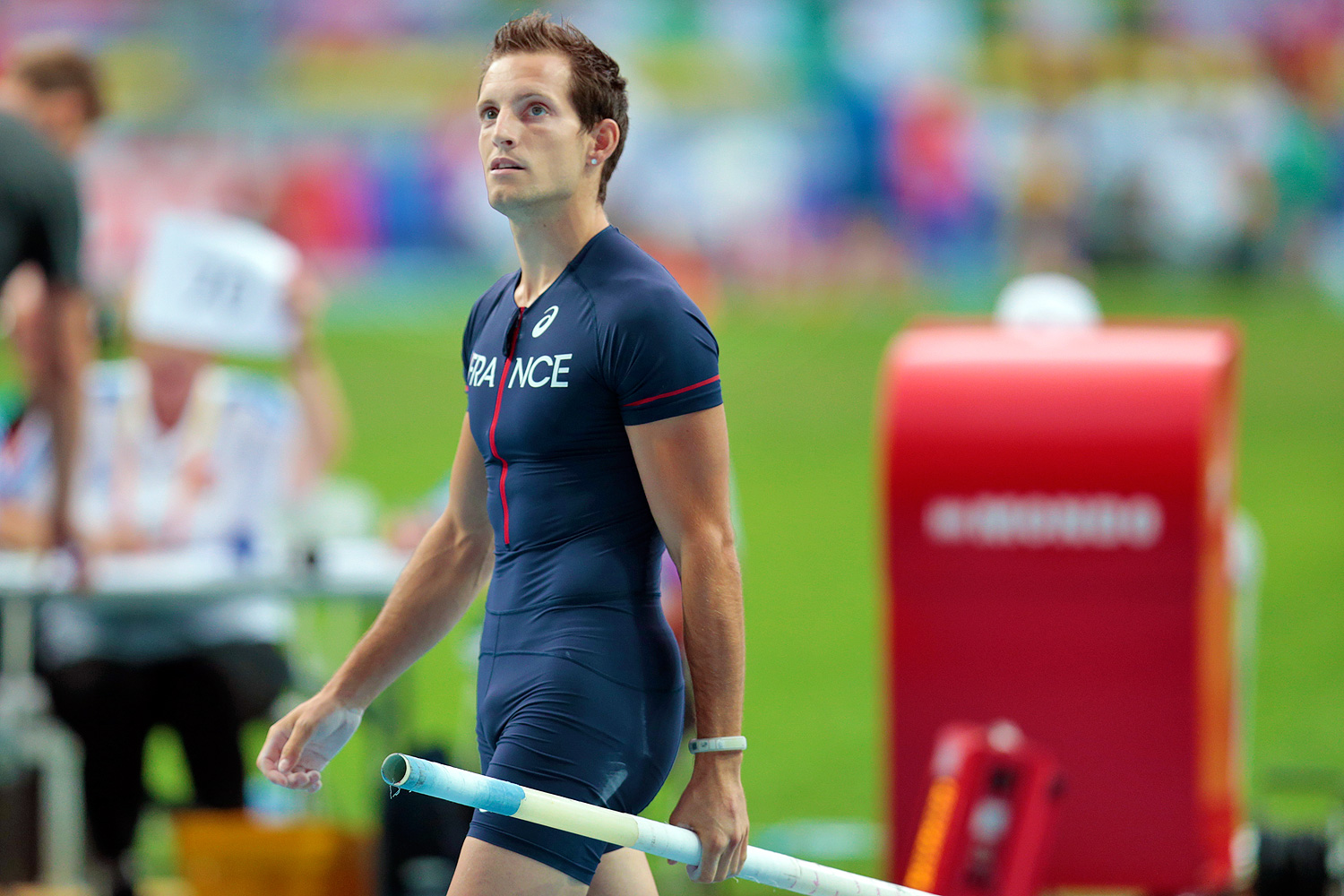
Renaud Lavillenie – Olympiasieg mit olympischem Rekord

Für das Finale hatten sich vierzehn Athleten qualifiziert, darunter der gedopte Russe Dmitri Starodubzew (siehe oben Abschnitt "Doping"). Keiner von ihnen war die geforderte Qualifikationshöhe überhaupt erst angegangen, weil im Verlauf der Qualifikation klar wurde, dass eine niedrigere Höhe für die Finalteilnahme ausreichen würde. Neben drei Deutschen, zwei Franzosen und zwei Russen nahmen je ein Athlet aus Australien, Griechenland, Großbritannien, Polen, Spanien, Tschechien und den USA teil.
Als Favoriten galten in erster Linie der französische Europameister Renaud Lavillenie und der australische Olympiasieger von 2008 Steve Hooker. Auch den beiden Deutschen Björn Otto und Raphael Holzdeppe wurden nach einem starken Auftreten bei den Europameisterschaften Medaillenchancen eingeräumt.
Zwei Athleten, unter ihnen Hooker, scheiterten schon an der Anfangshöhe von 5,50 m. Nach 5,75 m, der dritten aufgelegten Höhe, waren mit Lavillenie, Otto, Holzdeppe, dem gedopten Starodubzew, dem Russen Jewgeni Lukjanenko sowie dem Briten Steven Lewis nur noch sechs (ohne Starodubzew fünf) Springer im Wettbewerb.
Die Latte wurde nun auf 5,85 m gelegt. Lewis, Lukjanenko und Starodubzew rissen dreimal. Lavillenie bewältigte die Höhe im ersten, Otto im zweiten und Holzdeppe im dritten Versuch. Damit waren nur noch diese drei im Kampf um die Medaillen dabei. 5,91 m übersprangen Otto und Holzdeppe jeweils im ersten Versuch. Lavillenie hatte einen Fehlversuch und nahm die verbliebenen beiden Sprünge mit in die nächste Höhe von 5,97 m. Hier scheiterte Holzdeppe dreimal, während Otto nach zwei Fehlversuchen seine letzte Möglichkeit für die nächste Höhe aufsparte. Lavillenie überwand 5,97 m im zweiten, seinem letzten ihm verbliebenen Versuch. Björn Otto war mit seinem letzten Sprung über nun 6,02 m nicht erfolgreich, damit gewann er die Silbermedaille vor seinem Teamkameraden Raphael Holzdeppe. Der jetzt als Olympiasieger feststehende Renaud Lavillenie riss die Höhe im ersten Versuch und ließ anschließend 6,07 m auflegen. Doch auch hier scheiterte er zweimal.
Mit seinem besten Sprung verbesserte Renaud Lavillenie Steve Hookers olympischen Rekord von 2008 um einen Zentimeter.

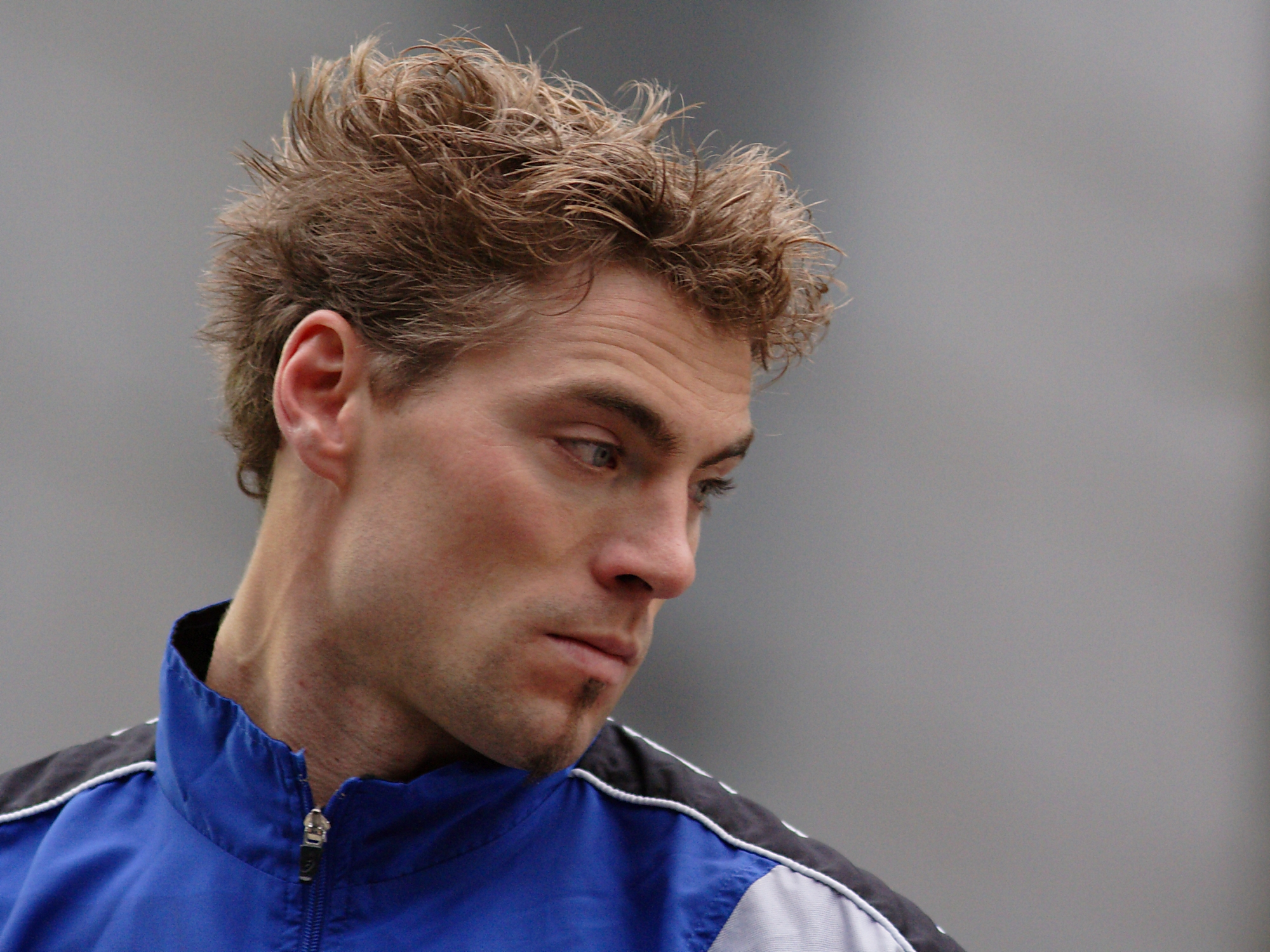
Silbermedaille: Björn Otto
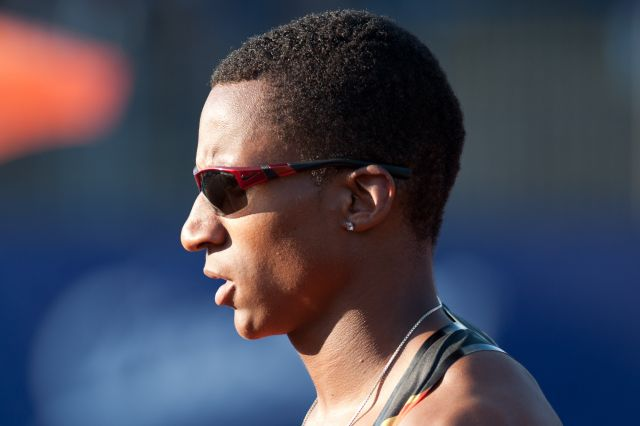
Bronzemedaille: Raphael Holzdeppe
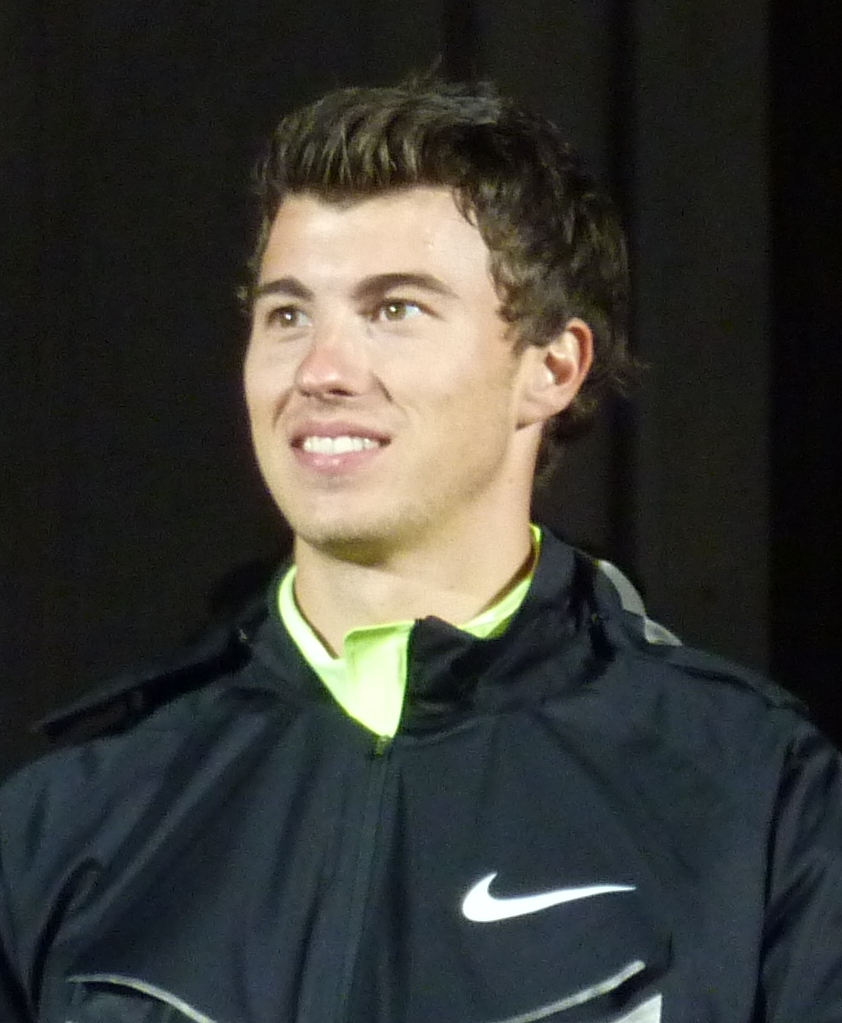
Steven Lewis belegte den geteilten vierten Rang
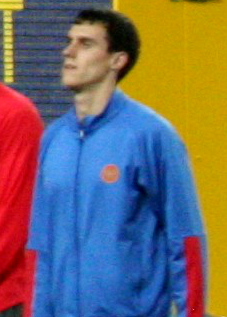
Jewgeni Lukjanenko – ebenfalls auf dem geteilten Platz vier
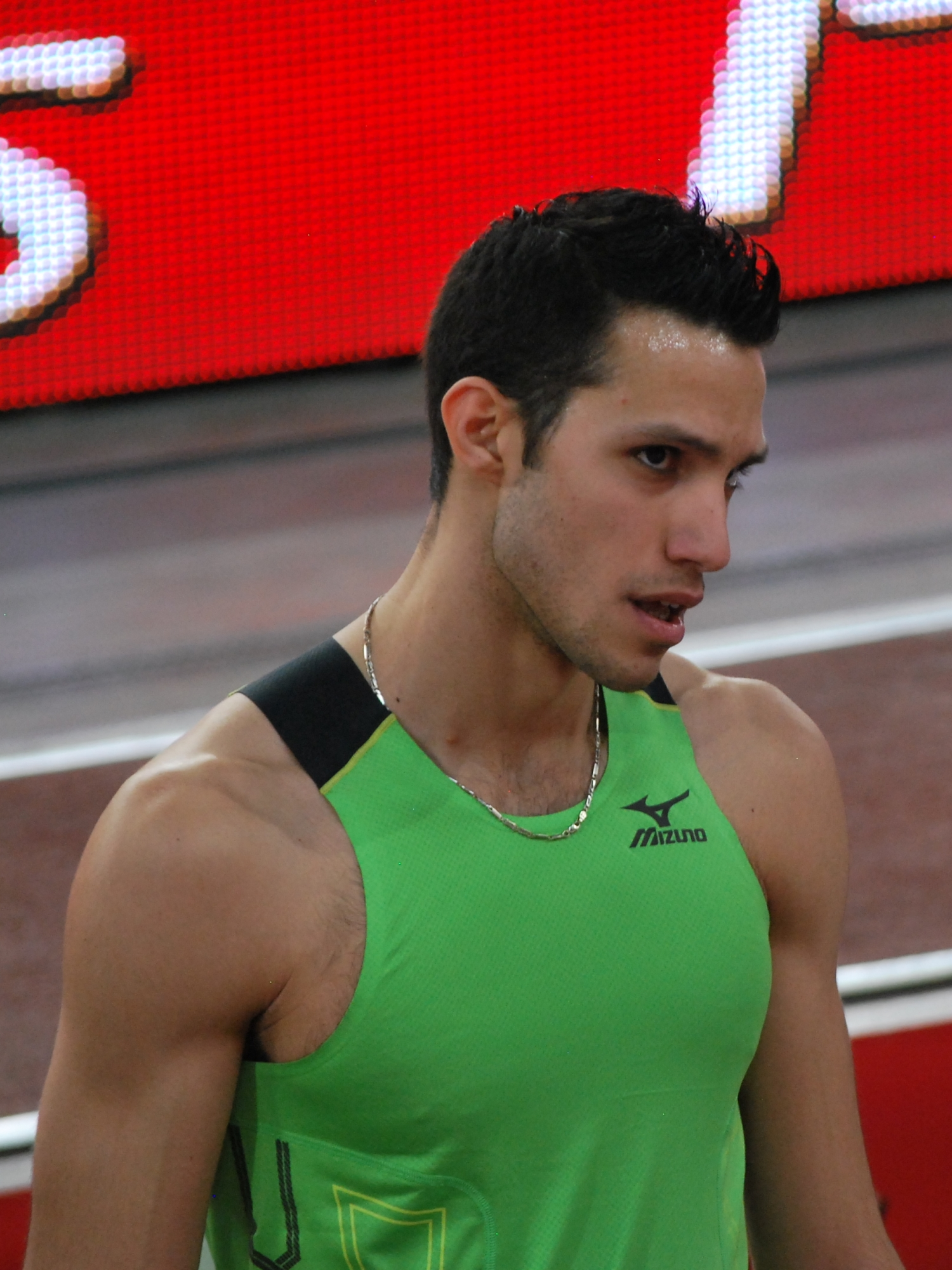
Rang sechs für Konstandinos Filippidis
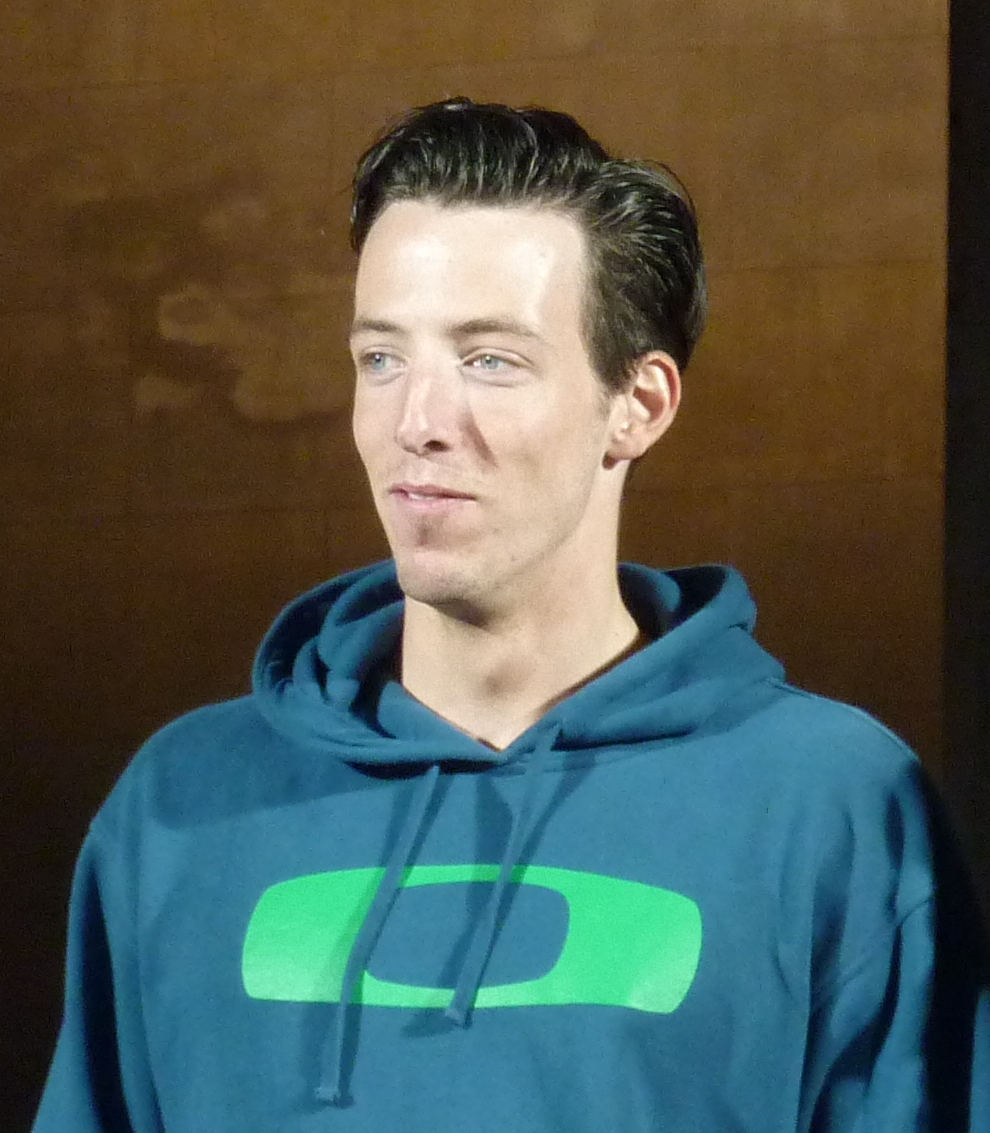
Malte Mohr wurde Olympiaachter
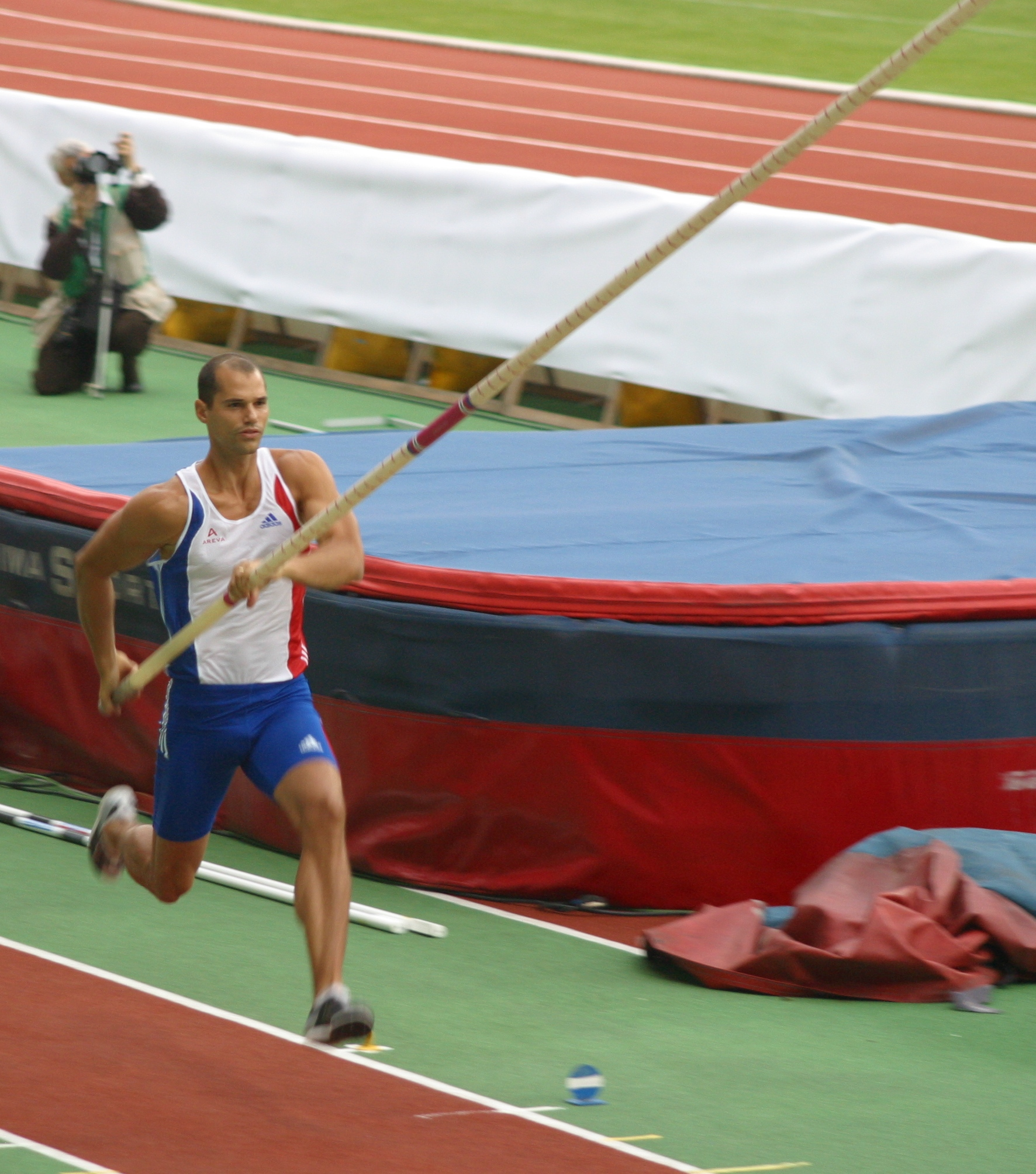
Romain Mesnil erreichte Platz neun
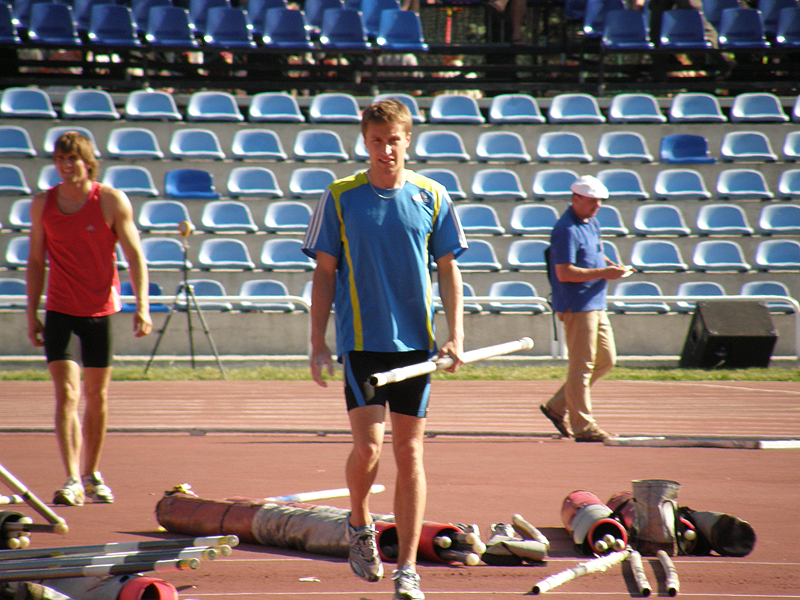
Der zehntplatzierte Łukasz Michalski
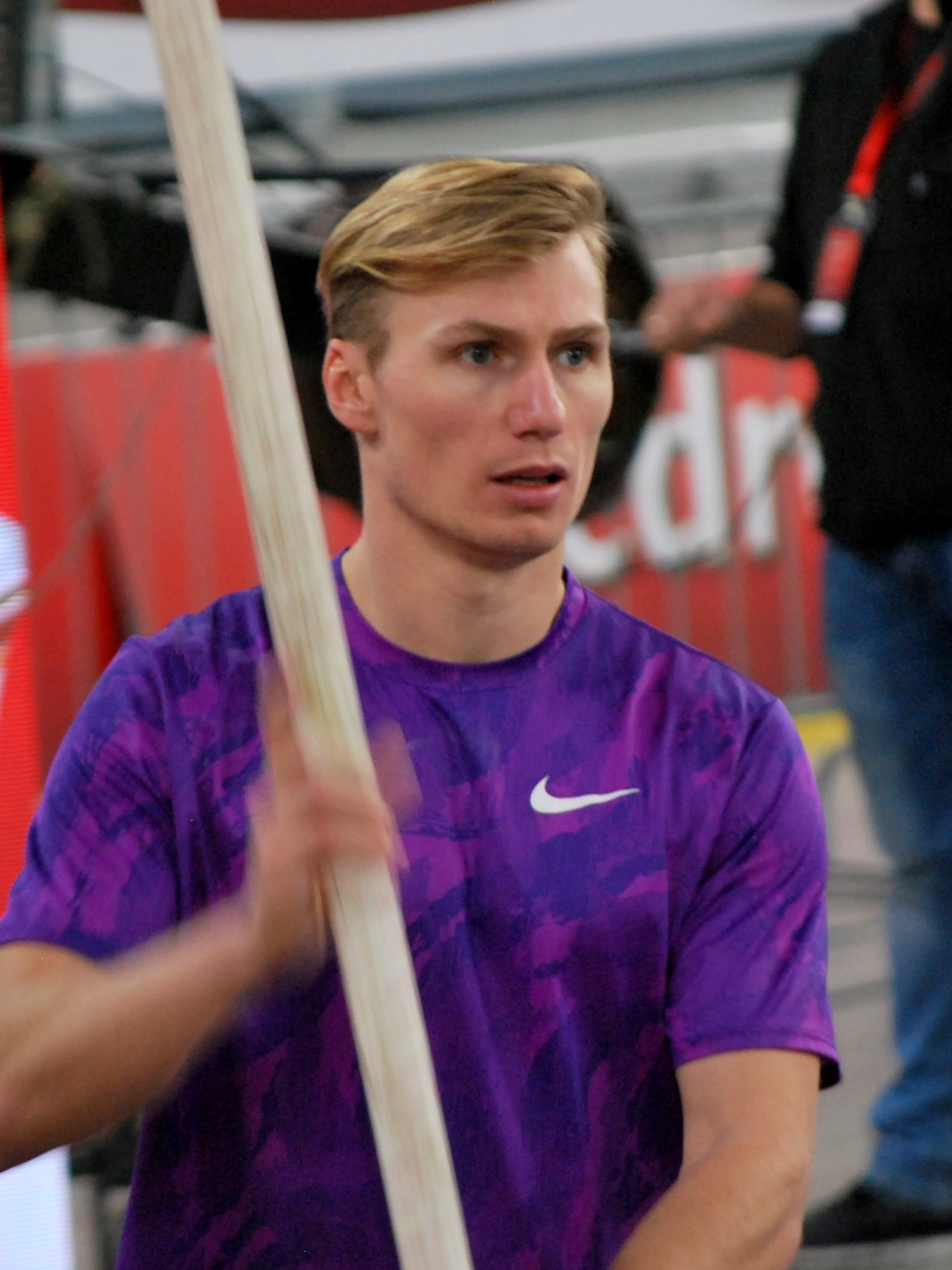
Igor Bychkov – Rang elf
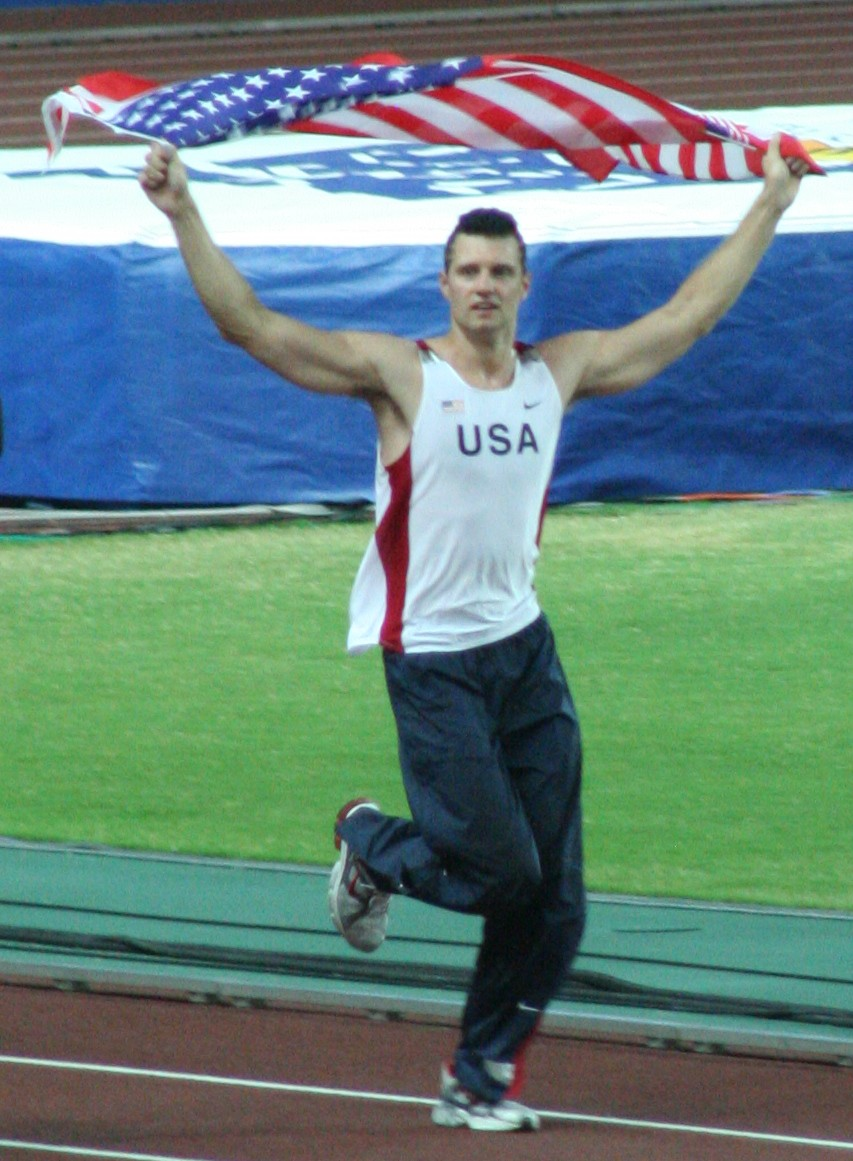
Brad Walker blieb im Finale ohne gültigen Versuch
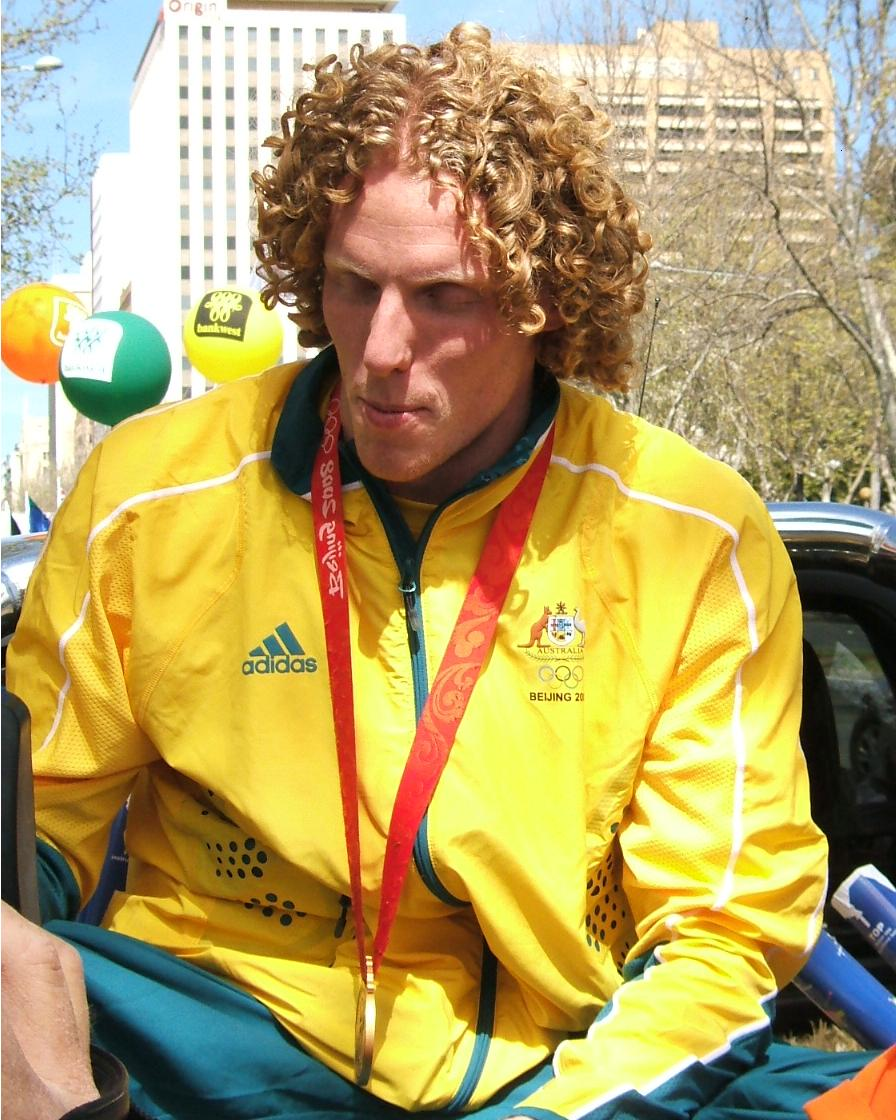
Der Olympiasieger von 2008 Steve Hooker scheiterte im Finale an seiner Anfangshöhe

## Videolinks
- Men's Vault Final - London 2012 Olympics, youtube.com, abgerufen am 2. April 2022
- Renaud Lavillenie Wins Pole Vault Gold - London 2012 Olympics, youtube.com, abgerufen am 2. April 2022